# ۳۵۳ (میلادی)
۳۵۳ (میلادی) سیصد و پنجاه و سومین سال تقویم میلادی است.

## درگذشتگان
- ۱۰ یا ۱۱ اوت - ماگننتیوس، غاصب امپراتوری روم

‎